# 藤原旅子
藤原 旅子（ふじわら の たびこ、天平宝字3年（759年） - 延暦7年5月4日（788年6月12日））は、平安時代の貴族。桓武天皇の夫人。淳和天皇の母。藤原百川の長女で、母は従三位尚膳藤原諸姉（藤原良継の娘）。

## 生涯
桓武天皇擁立の功労者である藤原百川の長女として生まれる。母の父藤原良継もまた桓武天皇擁立の功労者である。延暦4年（785年）、桓武天皇の後宮に入り、同年11月24日従三位となる。延暦5年（786年）1月17日夫人に叙され、同年大伴親王（のちの淳和天皇）を産むが、2年後の延暦7年（788年）5月4日、30歳で薨去。同月13日、正一位および妃を追贈。さらに弘仁14年（823年）に大伴親王が淳和天皇として即位し、同年5月皇太后を追贈された。